# Otakar Zahálka
Otakar Zahálka (ur. 30 września 1891 w osadzie Brajnerov koło wsi Těšenov – obecnie część miasta Horní Cerekev; zm. 21 czerwca 1942 w Brnie) – czeski generał.

## Biogram
Z zawodu był nauczycielem.
Podczas I wojny światowej oficer Korpusu Czechosłowackiego.
W latach 1927–1931 naczelnik sztabu Inspektoratu Generalnego Armii Czechosłowackiej, 1931-34 komendant pułku w Czeskich Budziejowicach oraz 1934–1939 komendant Akademii Wojskowej w Hranicach. Od 1935 r. generał brygady.
W okresie okupacji niemieckiej był komendantem oddziału Obrony Narodu (organizacji wojskowego ruchu oporu) na wschodnich Morawach. Na początku maja 1942 r. aresztowany i w czasie stanu wyjątkowego po zamachu na Reinharda Heydricha został skazany na karę śmierci i stracony.
W 1946 r. został pośmiertnie awansowany do stopnia generała dywizji.

## Odznaczenia
- Czechosłowacki Krzyż Wojenny 1914-1918 – 1918[3]
- Czechosłowacki Krzyż Wojenny 1939 – 1945, pośmiertnie[4]
- Czechosłowacki Medal Rewolucyjny – 1918[3]
- Czechosłowacki Medal Zwycięstwa 1918 – 1918[3]
- Kawaler Orderu Legii Honorowej – 1932, Francja[3]
- Kawaler Orderu Palm Akademickich – 1938, Francja[3]
- Krzyż Wojenny 1914-1918 z brązową gwiazdą  – 1918, Francja[3]